# Sarto per signora (Feydeau)
Sarto per signora (Tailleur pour dames) è una commedia in tre atti di Georges Feydeau, rappresentata per la prima volta nel 1886.

## Trama

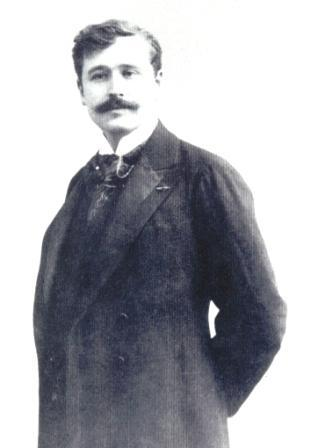
Ritratto di Georges Feydeau

Atto I. Il primo atto si svolge nell'abitazione di un medico, il dottor Moulineaux, sposato con Yvonne d'Aigreville. La moglie si accorge, di prima mattina, che il marito non è in camera e lo sospetta di infedeltà. Giunge la madre di Yvonne, la combattiva Signora Aigreville, la quale si rende conto dell'esistenza di problemi nel matrimonio della figlia. Poco dopo giunge a casa il dottore il quale racconta al cameriere Etienne che la sera prima si era recato al ballo dell'Opéra per incontrare la bella Suzanne Aubin, da lui corteggiata, che gli aveva dato un appuntamento al quale però non vi si era recata; Moulineaux aveva cercato di ritornare a casa, ma avendo dimenticato le chiavi di casa, per non far insospettire la moglie, aveva trascorso la notte all'aperto. Moulineaux cerca di discolparsi con la moglie e la suocera raccontando loro di aver trascorso la notte al capezzale del suo amico Bassinet gravemente ammalato. Subito dopo giunge a casa Moulineaux Bassinet, il quale sta cercando di dare in affitto degli appartamenti di sua proprietà. Moulineaux finisce per prendere in affitto un appartamento di Bassinet che in precedenza era stato occupato da una sarta.
Atto II. Si svolge nell'appartamento di proprietà di Bassinet dato in fitto al dottor Moulineaux; la porta dell'appartamento non chiude bene perché danneggiata allorché la sarta che l'aveva precedentemente in affitto non aveva voluto lasciare pacificamente l'appartamento. La porta rotta permette l'ingresso di visitatori inaspettati e non graditi. Quando il dottor Moulineaux si trova con Suzanne Aubin, giunge il marito di quest'ultima; Moulineaux finge allora di essere un sarto per signora. In seguito giungono alla spicciolata una serie di personaggi la cui presenza è imbarazzante per qualcuno dei presenti: l'amante del signor Aubin, Bassinet (marito dell'amante di Aubin), la Signora Aigreville, suocera di Moulineaux e infine Yvonne, la moglie del medico.
Atto III. L'ultimo atto si svolge nell'abitazione del dottor Moulineaux del primo atto. Giungono alla spicciolata gli stessi personaggi del secondo atto, fatti introdurre questa volta dal cameriere Etienne. Anche qui non mancano gli equivoci; ma dopo lunghe discussioni il dottor Moulineaux riesce finalmente a risolvere la situazione ingarbugliata: si ricompongono le coppie legali, ciascun marito accetta per buone le spiegazioni fornite dalla moglie e si ristabilisce in tal modo la serenità coniugale.

## Edizioni
- Georges Feydeau, Tailleur pour dames: comédie en trois actes, Paris: Librairie théâtrale, 1888
- Théatre complet de Georges Feydeau, Vol. IX (Contiene: Tailleur pour dames; L'age d'or; Le bourgeon), Paris: Éditions du Bélier, 1956
- Georges Feydeau, Teatro, vol. I (Contiene: Sarto per signora; L'hotel del libero scambio; Il somaro; La dama di Chez Maxim); a cura di Sandro Bajini, Milano: Adelphi, 1970
- Georges Feydeau, Il teatro comico di Georges Feydeau, Vol. V (Contiene: Sarto per signora, A scatola chiusa, Occupati di Amélie, Léonie è in anticipo, La signora Sganarello); a cura di Annamaria Martinolli, Spoleto: Editoria&Spettacolo, 2017
- Georges Feydeau, Sarto per signora: 1 DVD video; traduzione e adattamento di Roberto Lerici; Interpreti: Dottor Moulineaux: Alberto Lionello, Stefano: Mico Cundari, Yvonne: Maria Rosaria Omaggio, Bassinet: Enzo Robutti, Signora Aigreville: Giusi Raspani Dandolo, Susanna Aubin: Lia Tanzi, Anatolio Aubun: Nestor Garay, Signora d'Herblay: Piera Maria Caretto, Rosa Pichennette: Anna Teresa Rossini; regia di Paolo Cavara; musiche Filippo Trecca, Roma: Rai Trade; Milano: RCS libri, 2008

## Prima rappresentazione
La prima avvenne 17 dicembre 1886 al Théâtre de la Renaissance di Parigi. Fra gli interpreti della prima:
- Saint-Germain (Bassinet)
- Félix Galipaux (Moulineaux)
- Bellot (Aubin)
- Gildès (Stefano)
- Irma Aubrys (Signora Aigreville)
- Boulanger (Susanna Aubin)
- Debay (Rosa)
- Patry (Yvonne)
- Cantin (Signora d'Herblay)
- Rémy (Pomponnette).

## Adattamenti
- Sarto per signora - film tv del 1980 diretto da Paolo Cavara, con Alberto Lionello e Maria Rosaria Omaggio[2]
- Sarto per signora (Tailleur pour dames) - film del 2008 diretto da Bernard Murat, con Pierre Arditi, Emmanuelle Devos, François Berléand[3]